# جورج أ. دايفيد
جورج أ. دايفيد هو رائد أعمال وشخصية أعمال يوناني، ولد في 10 يونيو 1937.